# Élection présidentielle birmane de 2018
L'élection présidentielle birmane de 2018 a lieu le 30 mars 2018 afin d'élire au suffrage indirect le Président de la Birmanie. 
Le scrutin est organisé trois ans avant la date prévue du fait de la démission du président Htin Kyaw. Le candidat de la Ligue nationale pour la démocratie, Win Myint, est élu pour finir son mandat jusqu'en 2021.

## Contexte

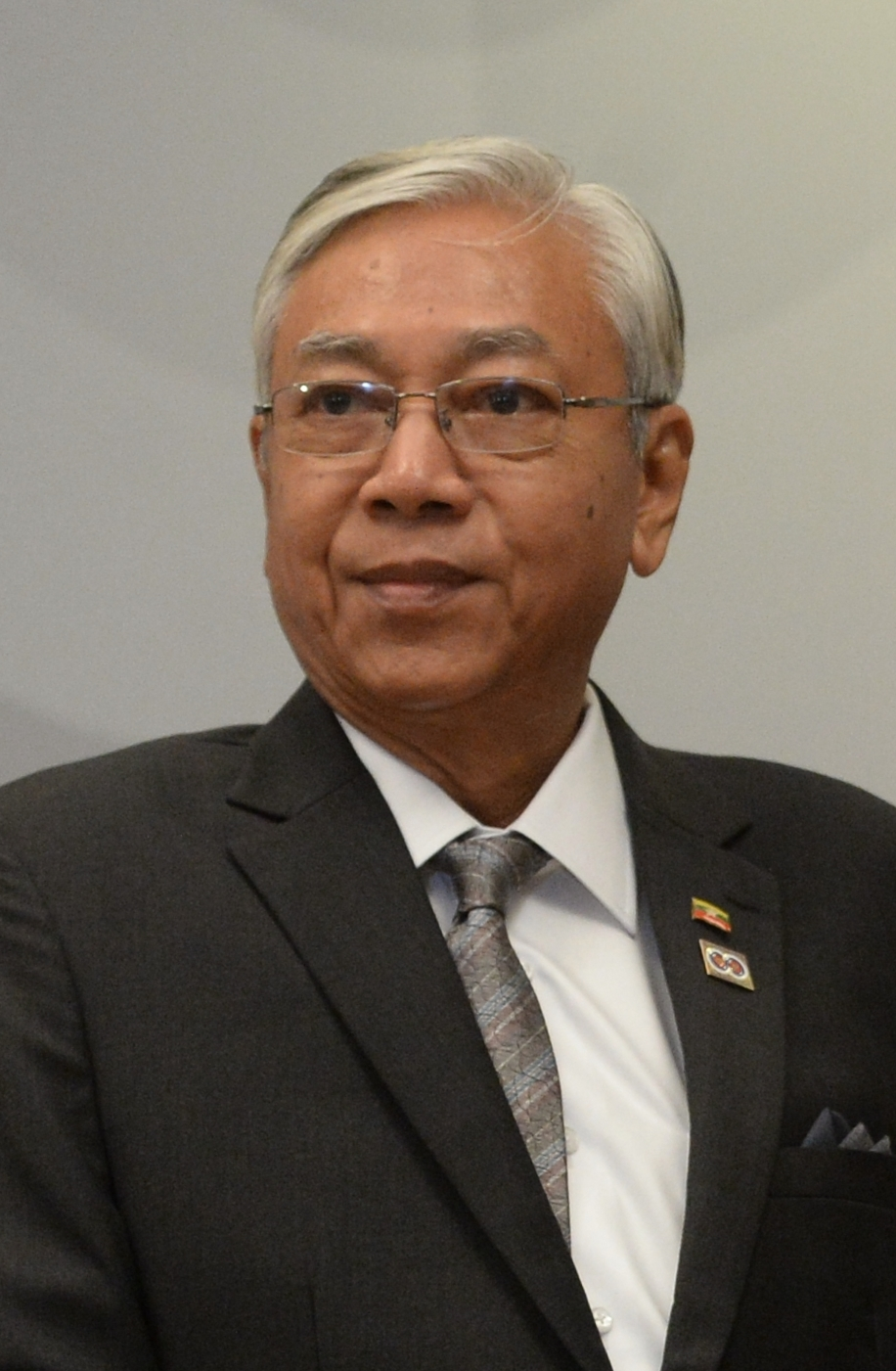
Le président sortant Htin Kyaw

L'élection a lieu de manière anticipée à la suite de la démission le 21 mars 2018 du président Htin Kyaw pour raisons de santé, donnant lieu à un intérim de quelques jours par le vice président Myint Swe avant l'élection d'un nouveau président, qui doit mener à son terme le mandat de cinq ans entamé par Htin Kyaw,,.
Les élections législatives de novembre 2015 ont été largement remportées par la Ligue nationale pour la démocratie (NLD) menée par Aung San Suu Kyi, qui conserve toujours la majorité absolue, mais ne peut concourir à la présidentielle en raison de l'interdiction faite aux candidats d'avoir des conjoints ou des enfants possédant une nationalité étrangère, une condition taillée sur mesure par l'ancienne junte au pouvoir pour empêcher sa candidature. 

## Mode de scrutin
Le président de la Birmanie est élu pour un mandat de cinq ans renouvelable une seule fois au suffrage indirect par les 664 membres de l'Assemblée de l'Union, le parlement bicaméral birman,.
Pour ce faire, trois comités sont mis en place, l'un par la Chambre des représentants, un autre par la Chambre des nationalités, et un troisième par les Forces armées birmanes, tous en leur sein. Chacun des comités désigne un candidat— qui n'est pas nécessairement un parlementaire — et les trois personnes ainsi nommées se présentent lors de l'élection proprement dite, qui a lieu au scrutin indirect par les membres de l'Assemblée de l'Union. Cette dernière se compose des 440 membres de la Chambre des représentants, et des 224 membres de celle des nationalités, chacun d'entre eux votant pour un seul candidat, à bulletin secret,. 
A l'issue du scrutin, le candidat arrivé en tête est déclaré élu président de la Birmanie, celui arrivé en seconde position devient premier vice-président, et le dernier second vice-président,.
Les vice-présidents n'ont pour seule véritable fonction que de remplacer par intérim le président en cas d'incapacité de celui-ci à finir son mandat, en attendant l'élection d'un nouveau président par le parlement. Dans ce cas, le président et les vice-présidents nouvellement élus le sont pour la durée restante du mandat entamé par leurs prédécesseurs, de telle sorte qu'une nouvelle élection présidentielle coïncide malgré tout avec le renouvellement du parlement au terme de son mandat de cinq ans,.

### Conditions
Tout candidat à la présidence doit être âgé d'au moins quarante cinq ans, être né de parents nés birmans sur le territoire birman, avoir résidé dans le pays de manière continu pendant au moins vingt ans, et ne pas avoir d'autre nationalité que celle birmane. Cette dernière condition s'étend aux parents, aux conjoints et aux enfants du candidat,.

## Résultats
Sur les 664 membres du parlement, sept n'ont pas été pourvus lors des élections parlementaires du fait des divers insurrections en cours. 
| Candidats                | Candidats                | Partis                   | Voix | %     |
| ------------------------ | ------------------------ | ------------------------ | ---- | ----- |
|                          | Win Myint                | NLD                      | 403  | 63,76 |
|                          | Myint Swe                | USDP                     | 211  | 33,39 |
|                          | Henry Van Thio           | NLD                      | 18   | 2,85  |
|                          |                          |                          |      |       |
| Votes valides            | Votes valides            | Votes valides            | 632  | 99,37 |
| Votes blancs et nuls     | Votes blancs et nuls     | Votes blancs et nuls     | 4    | 0,63  |
| Total                    | Total                    | Total                    | 636  | 100   |
| Abstention               | Abstention               | Abstention               | 21   | 3,20  |
| Inscrits / participation | Inscrits / participation | Inscrits / participation | 657  | 96,80 |